# Вашловани
„Вашловани“ (на грузински: ვაშლოვანის სახელმწიფო ნაკრძალი) е национален парк в Югоизточна Грузия, област Кахетия.

## География
Националният парк се намира в южна част на Кахетия. Площта му е 251,14 km². Надморската височина варира от 300 до 600 m.

## Фауна
В парка има видове, като например: анатолийски леопард, който през 2003 г. е бил заснет в парка, въпреки че са били считани за изчезнали в района (последно са били видяни преди 50 години), сирийска кафява мечка, ивичеста хиена, азиатски вълк, рис, дива свиня, белоглав лешояд, черен лешояд, египетски лешояд, стрепет, черен щъркел, Macrovipera lebetina, златист чакал, борсук.

## Флора
В парка растат 664 вида, включително 40 ендемични в Кавказ, сред които са наред с другото: шамфъстъчни дървета, хвойна, череша, клен, круша, смокиня.